# ترور (فیلم ۲۰۱۵)
ترور (به انگلیسی: Assassination، به کره‌ای: 암살) یک فیلم محصول کره جنوبی سال ۲۰۱۵ در ژانر اکشن جاسوسی به نویسندگی مشترک و کارگردانی چوی دونگ-هون است.
این فیلم در حال حاضر با بیش از ۱۲٫۷ میلیون پذیرش، هشتمین فیلم پردرآمد تاریخ فیلم کره است.

## داستان
در سال ۱۹۱۱، در زمان حاکمیت ژاپن بر کره، یک مبارز مقاومت به نام یم سک-جین تلاش می‌کند اما موفق به قتل فرماندار کل به همراه یک تاجر طرفدار ژاپنی به نام کانگ این گوک نمی‌شود. عصر همان روز، کانگ دریافت که همسر خودش به یم کمک می‌کند و او را می‌کشد. در پاسخ، پرستار مرطوب با یکی از دختران دوقلوی کانگ فرار می‌کند. تا سال ۱۹۳۳، بیش از ۳۰ جناح استقلال کره در کره، چین و منچوری فعالیت دارند. یم به عنوان کاپیتان یکی از این جناح‌ها تبدیل شده‌است، اما همکارانش نمی‌دانند که او مخفیانه به ژاپنی‌ها گزارش می‌دهد، زیرا در سال ۱۹۱۱ توسط ژاپنی‌ها مورد شکنجه قرار گرفت و تسلیم شد. یم با برخی از سیاستمداران کره ای در هانگژو از جمله کیم کو و کیم وون بونگ ملاقات می‌کند و از او خواسته می‌شود که سه نفر از اعضای مقاومت متخلف - بیگ گان، دوک سام و اه اوکیون - را جمع کند تا آنها بتوانند به سئول وارد شوند و کانگ را ترور کنند. ژنرالی به نام کاواگوچی مامورو. با این حال، یم این اطلاعات را به ژاپنی‌ها می‌فروشد. ژاپنی‌ها سعی می‌کنند آن را پیدا کنند، اما یک قاتل قراردادی ماهر به نام Hawaii Pistol تصمیم می‌گیرد، بر خلاف همان لحظه، وانمود کند که Ahn همسرش است، به او اجازه می‌دهد تا از سربازان فرار کند
کیم کو وفاداری یم را زیر سال می‌برد، و به دو زیردستان، میونگ وو و سه گوانگ می‌گوید تا او را دنبال کنند و اگر جاسوس است او را بکشند. با این حال، هنگامی که او را به ملاقات خود با تپانچه هاوایی تعقیب می‌کنند، یم موفق به کشتن آنها در درگیری مسلحانه می‌شود یم با تپانچه هاوایی ملاقات می‌کند و او را برای رهگیری و کشتن سه عضو مقاومت استخدام می‌کند و با گفتن اینکه آنها جاسوس ژاپنی هستند به تپانچه هاوایی دروغ می‌گوید. یم پاداش بزرگی را از جانب ژاپنی‌ها پیش‌بینی می‌کند. در حالی که هاوایی تپانچه و دستیار وی بادی به سئول سفر می‌کنند، با پسر کاواگوچی دوست می‌شوند که یک ستوان در ارتش کوانتونگ است. در سئول، تپانچه هاوایی Big Gun را پیدا می‌کند و در حالی که در حال دویدن است، به او شلیک می‌کند. با مفقود شدن بیگ گان، دوک-سام و آهن به امید کمین کردن اهدافشان در یک پمپ بنزین، عملیات را ادامه می‌دهند. برای بدبختی آنها، ماشین فریبنده است و هر دو دوک سام و هوادار کره ای کیمورا در این تلاش کشته می‌شوند. سپس آهون در کمین تپانچه هاوایی قرار می‌گیرد، اما او را می‌شناسد و او را امان می‌دهد، و حتی با مأموریت او همدرد است، زیرا او یک کره ای است. آه در می‌یابد که او دختر دوقلوی گمشده کانگ است. دختر دیگر که اتفاقاً با پسر کاواگوچی نامزد شده‌است، آهن را می‌شناسد و از آپارتمان وی بازدید می‌کند، اما توسط پدرش کانگ، یم و گروهی از سربازان کشته می‌شود. دومی حکیمانه تر نیستند و معتقدند که آنها اه را با موفقیت کشته‌اند. در این مرحله، اه هویت دوقلوی خود را به دست می‌گیرد و چند روز بعد، به عنوان عروس وارد عروسی می‌شود. آنها با کمک تپانچه هاوایی، بادی و بیگ گان - که از جراحات وی جان سالم به در بردند - حمله ای را به عروسی انجام می‌دهند. آهن کاواگوچی را می‌کشد، و تپانچه هاوایی وقتی آه در این کار تردید می‌کند کانگ را کشته و آشکار می‌کند که پدرش را که یک هوادار ژاپنی بود کشته و نمی‌خواست آه با آن زندگی کند و مانند او مزدور شود. بیگ گان در حالی که فرار آنها را پوشانده بود، پسر کاواگوچی را به گروگان گرفت، کشته شد و آنها توسط نیروهای ارتش محاصره شدند. تپانچه هاوایی، متوجه شد که هنوز هم می‌تواند به عنوان دوقلوی خود ظاهر شود، بوسه ای با آهان در میان می‌گذارد و قول می‌دهد که بار دیگر با او در کافه ای که در شانگهای ملاقات کردند دیدار کند. Ahn بیرون می‌رود و توسط سربازان ژاپنی نجات می‌یابد - او بعداً به شانگهای فرار می‌کند. تپانچه هاوایی و بادی قصد فرار دارند، اما یم آنها را می‌کشد.
برای خدمات خود به ژاپن، یم رئیس پلیس مخفی شده‌است. با این حال، ژاپنی‌ها در جنگ جهانی دوم شکست می‌خورند و کره آزاد می‌شود. در سال ۱۹۴۹، کمسیونی برای جنایات جنگی از یم - که اکنون یک افسر ارشد با پلیس کره است - تحقیق می‌کند، که به بی گناهی خود اعتراض کرده و به خدمات مقاومت وی اشاره می‌کند. تنها شاهد مقصر گناه یم به قتل رسیده‌است، بنابراین اتهامات منتفی است. حتی در این صورت، یمن در خیابان‌ها توسط آن و میونگ وو در گوشه و کنار قرار می‌گیرد، که در اوایل فیلم از جراحات خود جان سالم به در برد، اما لال شد و کمی از بدنش شکسته شد. آنها اقدام به شلیک به یم می‌کنند و او می‌میرد. آهن متأسفانه قبل از محو شدن صفحه نمایش، دوستانش را در مقاومت، تپانچه هاوایی و بادی به یاد می‌آورد.